# Weathering With You
Weathering With You (Japonés: 天気の子;  Hepburn:Tenki no Ko?)  , es el noveno álbum de estudio de la agrupación de rock japonesa Radwimps que fue lanzado el 19 de julio de 2019 en plataformas digitales como banda sonora de la película del mismo nombre. 
El 26 de agosto de 2017, Makoto Shinkai envió el guion de la película a Yojiro Noda para obtener sus opiniones, antes de recibir la canción "Ai Ni Dekiru koto wa Mada Arukai" ( 愛にできることはまだあるかい¿Todavía no hay nada que el amor no pueda hacer? ) del músico Radwimps, que luego se usaría como el tema la película.

## Listado de pistas
| N.º     | Título                                                                                               | Duración |  |
| 1.      | «Theme of "Weathering With You" (『天気の子』のテーマ)»                                              | 0:41     |  |
| 2.      | «The Taste of Kindness (優しさの味)»                                                                 | 0:48     |  |
| 3.      | «First Visit to K&A (K&A 初訪問)»                                                                    | 1:49     |  |
| 4.      | «Welcome to Senpikan (占秘館へようこそ)»                                                             | 0:53     |  |
| 5.      | «K&A Welcoming Ceremony (K&A 入社式)»                                                                | 1:03     |  |
| 6.      | «Voice of Wind (Movie Edit) (風たちの声 [Movie Edit])»                                               | 2:37     |  |
| 7.      | «Saving Hina (陽菜、救出)»                                                                           | 1:47     |  |
| 8.      | «Sky Clearing Up (晴れゆく空)»                                                                       | 2:13     |  |
| 9.      | «Sea in the Sky (空の海)»                                                                            | 0:59     |  |
| 10.     | «Visiting Home (御宅訪問)»                                                                           | 3:42     |  |
| 11.     | «First Part Time Job as Sunshine Girl (初の晴れ女バイト)»                                            | 1:19     |  |
| 12.     | «Celebration (Movie Edit) [feat. Toko Miura] (祝祭 [Movie Edit] feat.三浦透子)»                      | 2:36     |  |
| 13.     | «Fireworks Festival (花火大会)»                                                                      | 3:05     |  |
| 14.     | «Shrine of Weather (気象神社)»                                                                       | 2:40     |  |
| 15.     | «Shiba Ko-En (芝公園)»                                                                               | 3:12     |  |
| 16.     | «Two Confessions (二つの告白)»                                                                       | 1:36     |  |
| 17.     | «City Crisis (首都危機)»                                                                             | 1:37     |  |
| 18.     | «Snow in Midsummer (真夏の雪)»                                                                       | 1:18     |  |
| 19.     | «Power of the Weather (天気の力)»                                                                    | 1:22     |  |
| 20.     | «Time With Family (家族の時間)»                                                                      | 2:33     |  |
| 21.     | «Hina, Fanding Away (消えゆく陽菜)»                                                                  | 1:08     |  |
| 22.     | «Eternity Above Clouds (永遠の雲の上)»                                                               | 0:52     |  |
| 23.     | «Clear Sky and Loss (晴天と喪失)»                                                                    | 2:45     |  |
| 24.     | «Hodaka Scapes/Kid's Plot (帆高、逃走～子供達の画策)»                                                | 3:02     |  |
| 25.     | «Bike Chasing (バイクチェイス)»                                                                      | 0:59     |  |
| 26.     | «Running With Hina (陽菜と、走る帆高)»                                                               | 2:24     |  |
| 27.     | «Is There Still Anything That Love Can Do? (Movie Edit) (愛にできることはまだあるかい [Movie Edit])» | 2:30     |  |
| 28.     | «Grand Scape (Movie Edit) [feat. Toko Miura] (グランドエスケープ [Movie Edit] feat.三浦透子)»        | 3:08     |  |
| 29.     | «Rain Again (ふたたびの、雨)»                                                                        |          |  |
| 30.     | «We'll Be Alright (Movie Edit) (大丈夫 [Movie Edit])»                                                | 4:18     |  |
| 31.     | «Is There Still Anything That Love Can Do? (愛にできることはまだあるかい)»                           | 6:54     |  |
| 1:06:48 | |          |  |